# Venta Belgarum
Venta Belgarum était une ville de la province romaine de Bretagne supérieure, Britannia Superior, la civitas (capitale) de la tribu locale, les Belgae, qui devint plus tard la ville de Winchester. Le nom vient du breton *Uentā, signifiant ville, lieu, plus le génitif pluriel latin Belgarum, « de la tribu Belgae ».

Les Belges en Bretagne avaient pour capitale Venta Belgarum aujourd'hui Winchester

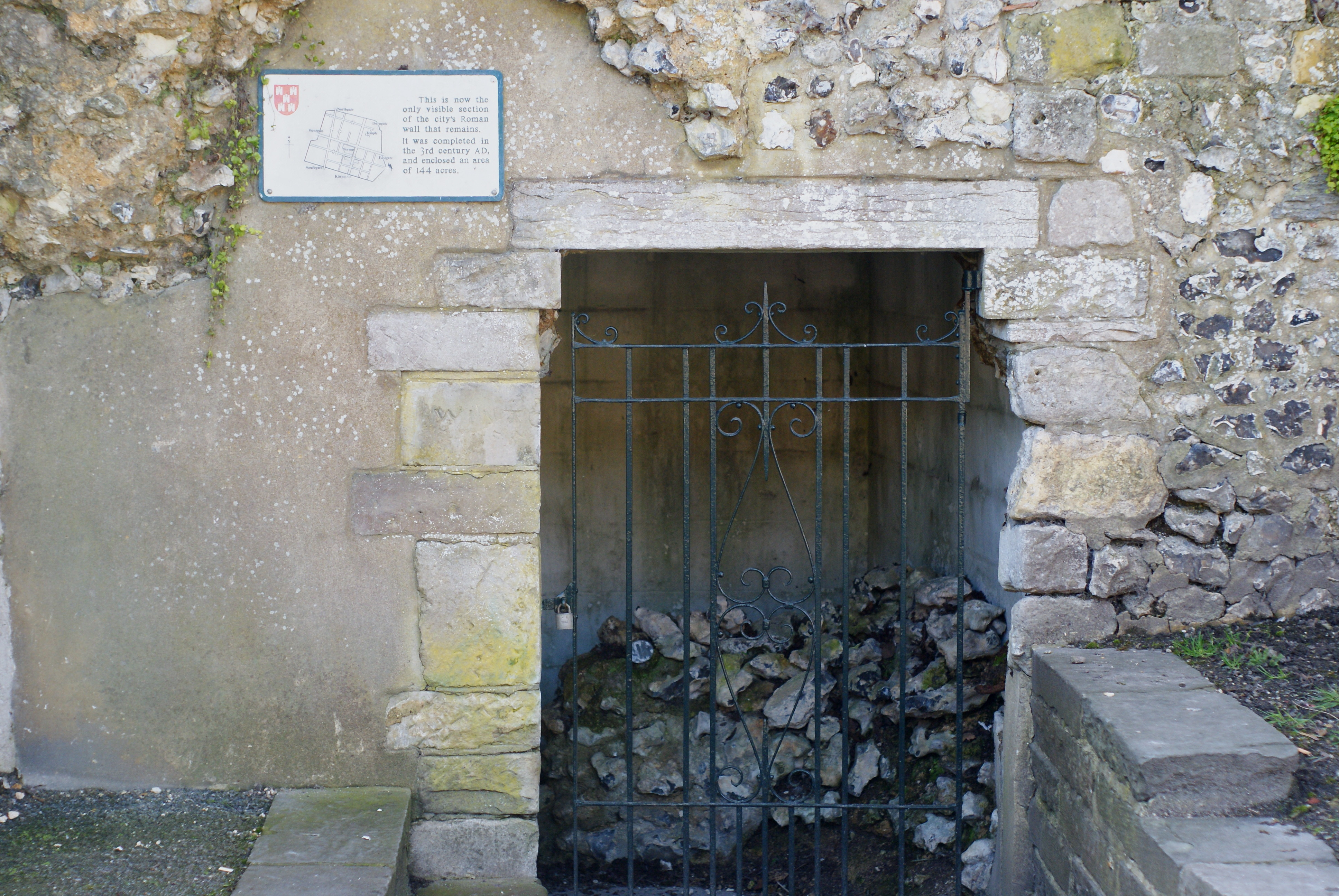
Fondations romaines de l'enceinte médiévale de la ville